# Ilkka Heikkinen
Ilkka Heikkinen (Rauma, 13 novembre 1984) è un ex hockeista su ghiaccio finlandese professionista che giocava nel ruolo di difensore.

## Carriera
Nella stagione 2012-13 ed in quella successiva ha giocato in Svizzera nella National liga A con l'HC Lugano. In precedenza aveva giocato nella SM-liiga con il Lukko Rauma e IFK Helsinki, nella National Hockey League con i NY Rangers; nella American Hockey League con i Hartford Wolf Pack, nella Kontinental Hockey League con il Sibir Novosibirsk e nell'Elitserien con i Växjö Lakers.
Successivamente all'esperienza elvetica, ha vestito le maglie di Salavat Julaev Ufa (nella KHL 2014-2015), nuovamente Växjö Lakers, TPS Turku (2016-2019) per fare infine ritorno al Lukko, con cui ha chiuso la carriera al termine della stagione interrotta per la Pandemia di COVID-19.

## Statistiche
Statistiche aggiornate a luglio 2013.

### Club
| Stagione | Squadra            | Stagione regolare | Stagione regolare | Stagione regolare | Stagione regolare | Stagione regolare | Stagione regolare | Playoff | Playoff | Playoff | Playoff | Playoff |
| Stagione | Squadra            | Lega              | P                 | G                 | A                 | Pt                | PIM               | P       | G       | A       | Pt      | PIM     |
| -------- | ------------------ | ----------------- | ----------------- | ----------------- | ----------------- | ----------------- | ----------------- | ------- | ------- | ------- | ------- | ------- |
| 2000-01  | Lukko U18          | Jr. B SM-sarja    | 35                | 4                 | 8                 | 12                | 78                |         |         |         |         |         |
| 2001-02  | Lukko U20          | Jr. A SM-liiga    | 43                | 5                 | 15                | 20                | 38                |         |         |         |         |         |
| 2002-03  | Lukko U20          | Jr. A SM-liiga    | 29                | 6                 | 9                 | 15                | 34                | -       | -       | -       | -       | -       |
|          | UJK                | Finland2          | 8                 | 0                 | 2                 | 2                 | 25                | -       | -       | -       | -       | -       |
|          |                    | Playout           | 10                | 2                 | 1                 | 3                 | 4                 | -       | -       | -       | -       | -       |
| 2003-04  | Lukko U20          | Jr. A SM-liiga    | 17                | 7                 | 8                 | 15                | 57                | -       | -       | -       | -       | -       |
|          | Lukko              | SM-liiga          | 20                | 0                 | 1                 | 1                 | 12                | -       | -       | -       | -       | -       |
|          | Suomi U20          | Finland2          | 4                 | 0                 | 3                 | 3                 | 4                 | -       | -       | -       | -       | -       |
|          | TuTo               | Finland2          | 10                | 5                 | 3                 | 8                 | 0                 | -       | -       | -       | -       | -       |
|          |                    | Playout           | 2                 | 1                 | 2                 | 3                 | 2                 | -       | -       | -       | -       | -       |
| 2004-05  | Lukko              | SM-liiga          | 48                | 0                 | 2                 | 2                 | 8                 | 9       | 0       | 0       | 0       | 0       |
|          | Lukko U20          | Jr. A SM-liiga    | 4                 | 0                 | 4                 | 4                 | 4                 | -       | -       | -       | -       | -       |
| 2005-06  | Lukko              | SM-liiga          | 55                | 5                 | 10                | 15                | 46                |         |         |         |         |         |
| 2006-07  | Lukko              | SM-liiga          | 55                | 7                 | 17                | 24                | 71                | 3       | 0       | 0       | 0       | 0       |
| 2007-08  | HIFK               | SM-liiga          | 51                | 11                | 26                | 37                | 96                | 7       | 0       | 2       | 2       | 6       |
| 2008-09  | HIFK               | SM-liiga          | 54                | 8                 | 26                | 34                | 22                | 2       | 0       | 1       | 1       | 0       |
| 2009-10  | Hartford Wolf Pack | AHL               | 72                | 8                 | 30                | 38                | 27                |         |         |         |         |         |
|          | New York Rangers   | NHL               | 7                 | 0                 | 0                 | 0                 | 0                 |         |         |         |         |         |
| 2010-11  | Sibir Novosibirsk  | KHL               | 49                | 7                 | 15                | 22                | 19                | 4       | 0       | 0       | 0       | 4       |
| 2011-12  | Växjö              | Elitserien        | 55                | 18                | 15                | 33                | 34                |         |         |         |         |         |
| 2012-13  | Lugano             | NLA               | 44                | 14                | 13                | 27                | 32                | 7       | 2       | 0       | 2       | 8       |
| 2013-14  | Lugano             | NLA               | 0                 | 0                 | 0                 | 0                 | 0                 |         |         |         |         |         |

### Nazionale
| Stagione | Livello       | Risultati     | Risultati | Risultati | Risultati | Risultati | Risultati |
| Stagione | Livello       | Competizione  | P         | G         | A         | Pt        | PIM       |
| -------- | ------------- | ------------- | --------- | --------- | --------- | --------- | --------- |
| 2007-08  | Finland       | EHT           | 5         | 0         | 0         | 0         | 2         |
| 2011-12  | Finland       | EHT           | 3         | 0         | 2         | 2         | 2         |
| 2012-13  | Finland       | EHT           | 3         | 0         | 0         | 0         | 2         |
|          | Finland (all) | International | 3         | 0         | 0         | 0         | 2         |

## Palmarès

### Individuale
- SM-liiga:

2007-08: Most Assists by Defenseman (26)
- Elitserien:

2011-12: Most Goals by Defenseman (18)
- Lega Nazionale A_

2012-13: Most Goals by Defenseman (14)